# Sallivik
Sallivik [ˈsaɬːivik] (nach alter Rechtschreibung Sagdlivik) ist eine wüst gefallene grönländische Siedlung im Distrikt Nanortalik in der Kommune Kujalleq.

## Lage
Die genaue Lage von Sallivik ist unbekannt. Der Ort lag nördlich von Anorliuitsoq, wahrscheinlich auf der Landzunge im Nordosten der Insel Pamialluk. Damit läge Sallivik vier Kilometer südlich von Aappilattoq.

## Geschichte
Über Sallivik ist nichts bekannt, außer dass dort (mindestens) von 1902 bis 1903 Menschen lebten.